# 尤海涛
尤海涛（1958年1月—），河南省光山县人，原成都军区、广州军区司令员尤太忠之子。中国人民解放军中将，第十一届全国人民代表大会解放军代表，曾任中国人民解放军陆军副司令员。
毕业于中山大学行政管理专业，是中共党员。曾任步兵第163师师长，2002年任广州军区第42集团军副军长。2007年9月任第42集团军军长。2008年起担任全国人大代表。2013年7月升任南京军区副司令员。2014年7月晋升中将。2015年12月31日，进入新成立的中国人民解放军陆军首任领导班子，出任陸軍副司令员。
2024年11月29日，因涉嫌严重违纪违法，陆军军人代表大会决定罢免其第十四届全国人民代表大会代表职务，代表资格终止，其担任的第十四届全国人民代表大会农业与农村委员会委员职务相应撤销。